# Аапста (платформа)
Аапста́ — железнодорожная платформа в Гудаутском районе Абхазии.
По состоянию на лето 2017 года ни пассажирские, ни грузовые поезда на платформе не останавливаются.